# Mr. Bricolage
Mr. Bricolage је познати француски ланац хипермаркета по принципу "уради сам". 
У Србији послује од 8. децембра 2009. отварањем прве радње у Нишу на адреси (Булевар Медијана 15 - насеље Дуваниште) укупне површине 5.800 m² са 180 паркинг места. Француски ланац хипермаркета "Mr. Bricolage", после Ниша, 22. јуна 2010. године отвара други продајни објекат у Новом Саду на адреси Булевар Војводе Степе 40 укупне површине 2.000 m², 12. октобра 2011. отвара трећи продајни објекат у Београду на адреси Бачванска 21 - Вождовац укупне површине 3.100 m², а 9. марта 2023. и четврти у Приштини у склопу тржног центра Prishtina Mall, са тенденцијом ширења своје продајне мреже и у остале градове у Србији наредних година.
Компанија "Брико Спец", која послује у оквиру француско-бугарског "Доверие Брико", планира да у наредном периоду отвори још два хипермаркета у Србији. За изградњу тих хипермаркета планирано је улагање око 40 милиона евра.
Компанија "Брико Спец" 2012.године планира отварање другог продајног центра у Београду, после отварања на Вождовцу 12.октобра 2011.
"Mr. Bricolage" осим богатог асортимана производа за уређење дома и баште, клијентима нуди и нови концепт и пословну филозофију која се базира на понуди различитих производа и идеја за поправку, уређење и декорацију.
Тај концепт је већ дужи низ година присутан у свету, а последњих година поприма једну нову димензију у којој купци бирају да самостално обављају одређене радове не само како би уштедели, већ и како би задовољили своје потребе за креирањем и стварањем нечег новог и другачијег.
У "Mr. Bricolage" хипермаркетима клијентима су увек на располагању и стручно обучени радници који ће их посаветовати на који начин да самостално обаве одређени посао, али и пружити им додатне услуге попут кантовања, сечења, урамљивања и мешања боја.

## група
Група Mr. Bricolage има 780 продавница широм света на четири континента (Шпанија, Белгија, Аргентина, Марко итд). Mr. Bricolage је сада 3. играч на тржиту "уради сам" у свету у овој области. Послује у следећим земаљама:
- Србија (у Нишу, Новом Саду, Београду, Приштини)
- Бугарска (у Благоевграду, Бургасу, Варни, Стараој Загори, Плевену, Пловдиву, Русе, Софији, Старој Загори)
- Француска
- Румунија
- Шпанија
- Андора
- Белгија
- Аргентина
- Уругвај
- Мароко
- Мадагаскар
- Маурицијус
- Албанија

## Историјат
- 1964: Основана је организована група између продавницама опреме у Француској.
- 1968: Формирана је АНПФ задруга.
- 1980: Основан је бренд .
- 1989: Покренута је продавница Bricotruc.
- 1990: Прва страна продавница отвара се у Португалу.
- 1992: Отвара се радња у Шпанији.
- 1993: Представљање асортимана Mr. Bricolage брендираних производа.
- 1995: АНПФ задруга трансформише се  у .
- 2000: Покретање новог великог формата обима трговине.